# Xanthomantis malayana
Xanthomantis malayana är en bönsyrseart som beskrevs av Max Beier 1931. Xanthomantis malayana ingår i släktet Xanthomantis och familjen Iridopterygidae. Inga underarter finns listade i Catalogue of Life.